# ماتيوس سولانو
ماتيوس سولانو شينكر كارنيرو دا كونها (بالبرتغالية: Mateus Solano‏) (من مواليد 20 مارس 1981) هو ممثل برازيلي.

## سيرة
ولد ماتيوس في برازيليا، عاصمة البرازيل. بحلول فترة المراهقة المبكرة، كان يعمل في خدمات صغيرة. سعيا وراء استقلاله الشخصي والاستثمار في حياته المهنية بالوكالة، انتقل إلى واشنطن العاصمة بمفردة ثم إلى لشبونة، البرتغال. مع مرور الوقت، عاد للعيش مع والدته في ريو دي جانيرو.حاصل على شهادة في الفنون الأدائية من الجامعة الفيدرالية لولاية ريو دي جانيرو.
وهو ابن عم الممثلة البرازيلية جوليانا كارنيرو دا كونها وغابرييلا كارنيرو دا كونها.

## الحياة الشخصية
متزوج من الممثلة بولا براون منذ عام 2008.

## روابط خارجية
- ماتيوس سولانو على موقع IMDb (الإنجليزية)
- ماتيوس سولانو على موقع قاعدة بيانات الفيلم (الإنجليزية)